# Flavy-le-Meldeux
Flavy-le-Meldeux is een gemeente in het Franse departement Oise (regio Hauts-de-France) en telt 193 inwoners (1999). De plaats maakt deel uit van het arrondissement Compiègne.

## Geografie
De oppervlakte van Flavy-le-Meldeux bedraagt 3,1 km², de bevolkingsdichtheid is 62,3 inwoners per km².
De onderstaande kaart toont de ligging van Flavy-le-Meldeux met de belangrijkste infrastructuur en aangrenzende gemeenten.

## Demografie
Onderstaande figuur toont het verloop van het inwonertal (bron: INSEE-tellingen).